# Ikast-Brande Kommune
Ikast-Brande Kommune er en kommune i Region Midtjylland. Den blev dannet efter strukturreformen i 2007 og ligger øst for Herning Kommune, nord for Vejle Kommune, vest for Silkeborg Kommune og syd for Viborg Kommune. Derudover grænser Ikast-Brande Kommune også op til Billund Kommune, Hedensted Kommune og Horsens Kommune.

## Byer
| Kommunens største byer |             |                   |
| Nr                     | By          | Indbyggere (2025) |
| 1                      | Ikast       | 16.808            |
| 2                      | Brande      | 7.394             |
| 3                      | Bording     | 2.439             |
| 4                      | Engesvang   | 2.190             |
| 5                      | Nørre Snede | 1.912             |
| 6                      | Ejstrupholm | 1.710             |
| 7                      | Isenvad     | 702               |
| 8                      | Tulstrup    | 617               |
| 9                      | Klovborg    | 516               |
| 10                     | Blåhøj      | 367               |
| 11                     | Hampen      | 333               |
| 12                     | Gludsted    | 319               |
| 13                     | Uhre        | 260               |
| 14                     | Pårup       | 239               |

## Erhvervsvenlighed
Dansk Industri (DI) har siden 2010 foretaget en omfattende analyse af erhvervsvilkårene i de danske kommuner. Gennem de 15 år har Ikast-Brande Kommune indtaget 1. pladsen 13 gange.
Alle årene har Ikast-Brande Kommune været i Top-3. 
Den seneste guldmedalje i erhvervsvenlighed blev vundet 4. september 2024. 
- 2024: Guld
- 2023: Guld
- 2022: Bronze
- 2021: Guld
- 2020: Guld
- 2019: Guld
- 2018: Guld
- 2017: Guld
- 2016: Guld
- 2015: Guld
- 2014: Guld
- 2013: Guld
- 2012: Sølv
- 2011: Guld
- 2010: Guld

## Strukturreformen
Ikast-Brande Kommune opstod ved sammenlægning af:
- Ikast Kommune
- Brande Kommune
- Nørre-Snede Kommune

Opmanden blev sat til at vurdere denne kommunesammenlægning efter voldsomme protester fra borgergrupper, der ønskede en sammenlægning af Ikast Kommune med Herning Kommune; den 21. april 2005 rapporterede han imidlertid, at problemerne med denne løsning var større end fordelene. Samme dag foreslog han også en folkeafstemning i Klovborg Sogn om at lade sognet blive en del af Ny Horsens Kommune i stedet. Der afholdtes folkeafstemning i Klovborg Sogn den 24. maj 2005, hvor det blev afgjort, at sognet skulle følge Nørre-Snede Kommune ind i Ikast-Brande Kommune.
Den 15. november 2005 blev kommunalbestyrelsen valgt med Carsten Kissmeyer fra Venstre som formand for sammenlægningsudvalget/kommende borgmester.
Efter kommunalvalget i 2005 opstod der problemer i den kommende Ikast-Brande Kommune. Brandes tidligere borgmester, Preben Christensen, havde fået ca. 5000 personlige stemmer, mens Carsten Kissmeyer, Ikasts tidligere borgmester, kun havde fået ca. 1500 personlige stemmer. Alligevel endte Carsten Kissmeyer med at få borgmesterposten, idet han havde den politiske opbakning, det krævede.
I dagene efter valget af Carsten Kissmeyer troppede ca. 1500 vrede borgere fra Brande op på rådhuset i Ikast, hvor de krævede at Preben Christensen blev borgmester. Demonstrationen virkede dog ikke, men Preben Christensen endte alligevel med at blive viceborgmester og formand for erhvervskontaktudvalget. Dermed fik Preben Christensen og Fælleslisten en lille sejr, som de kunne tage med tilbage til Brande.

## Politik

### Mandatfordeling
| 6 | 2 |  | 8 | 2 | 8 |

| 21 | 6 |

| 5 | 2 |  | 8 | 2 | 7 |

| 15 | 10 |

| 6 | 1 | 5 | 2 | 9 |

| 15 | 8 |

| 6 | 3 | 2 | 3 | 9 |

| 14 | 9 |

| 6 | 5 | 1 | 2 | 2 | 7 |

| 14 | 9 |

| 6 | 5 | 2 | 3 | 7 |

| 14 | 9 |

### Nuværende byråd
| Navn                      | Parti                                    |
| ------------------------- | ---------------------------------------- |
| Ib Lauritsen (Borgmester) | Venstre - 7 mandater                     |
| Palle Høj                 | Venstre - 7 mandater                     |
| Lars Lyhne                | Venstre - 7 mandater                     |
| Thomas Østergaard         | Venstre - 7 mandater                     |
| Henrik Engedahl           | Venstre - 7 mandater                     |
| Helle Mathiasen           | Venstre - 7 mandater                     |
| Andreas Würtz             | Venstre - 7 mandater                     |
| Kasper Pauli Pedersen     | Socialdemokratiet - 6 mandater           |
| H. C. Jørgensen           | Socialdemokratiet - 6 mandater           |
| Birthe Sørensen           | Socialdemokratiet - 6 mandater           |
| Søs Philipsen             | Socialdemokratiet - 6 mandater           |
| Inge Dinis                | Socialdemokratiet - 6 mandater           |
| Mustafa Arslan            | Socialdemokratiet - 6 mandater           |
| Annette Mosegaard         | Det Konservative Folkeparti - 5 mandater |
| Henrik Overgaard          | Det Konservative Folkeparti - 5 mandater |
| Kirsten York Helms        | Det Konservative Folkeparti - 5 mandater |
| Dina Raabjerg             | Det Konservative Folkeparti - 5 mandater |
| Annette Øgaard            | Det Konservative Folkeparti - 5 mandater |
| Simon Vanggaard           | Dansk Folkeparti - 2 mandater            |
| Mikael Würtz              | Dansk Folkeparti - 2 mandater            |
| Lotte Stoltenberg         | Fælleslisten - 2 mandater                |
| Rune Lyager               | Fælleslisten - 2 mandater                |
| Bruno Ostenfeldt Jensen   | Nye Borgerlige - 1 mandat                |

| Navn                    | Skiftet fra    | Skiftet til      | Dato          |
| ----------------------- | -------------- | ---------------- | ------------- |
| Bruno Ostenfeldt Jensen | Nye Borgerlige | Dansk Folkeparti | 28. juni 2024 |

| Udtrådt       | Indtrådt            | Parti                       | Dato          |
| ------------- | ------------------- | --------------------------- | ------------- |
| Dina Raabjerg | Hanne Bang Pedersen | Det Konservative Folkeparti | 3. marts 2024 |

### Byråd 2018-2022
| Navn                           | Parti                          |
| ------------------------------ | ------------------------------ |
| Ib Boye Lauritsen (Borgmester) | Venstre - 9 mandater           |
| Lars Lyhne                     | Venstre - 9 mandater           |
| Palle Høj                      | Venstre - 9 mandater           |
| Henrik Engedahl                | Venstre - 9 mandater           |
| Brian Sigtenbjerggaard         | Venstre - 9 mandater           |
| Helle Mathiasen                | Venstre - 9 mandater           |
| Carl Jensen                    | Venstre - 9 mandater           |
| Gert Bækgaard                  | Venstre - 9 mandater           |
| Thomas Østergaard              | Venstre - 9 mandater           |
| Frank Heidemann                | Socialdemokratiet - 6 mandater |
| Birthe Sørensen                | Socialdemokratiet - 6 mandater |
| Inge Dinis                     | Socialdemokratiet - 6 mandater |
| Kirsten Hoffmann               | Socialdemokratiet - 6 mandater |
| Anne Ravn Bach                 | Socialdemokratiet - 6 mandater |
| Kasper Pauli Pedersen          | Socialdemokratiet - 6 mandater |
| Simon Vanggaard                | Dansk Folkeparti - 3 mandater  |
| Bo Sand Kristensen             | Dansk Folkeparti - 3 mandater  |
| Trine Meldgaard Kristensen     | Dansk Folkeparti - 3 mandater  |
| Annette Mosegaard              | Konservative - 3 mandater      |
| Heinrich Rune                  | Konservative - 3 mandater      |
| Kirsten York Helms             | Konservative - 3 mandater      |
| Henrik Kraglund                | Fælleslisten - 2 mandater      |
| Lotte Stoltenborg              | Fælleslisten - 2 mandater      |

### Borgmestre
| Periode                            | Navn              | Parti   |
| ---------------------------------- | ----------------- | ------- |
| 1. januar 2007 - 31. december 2017 | Carsten Kissmeyer | Venstre |
| 1. januar 2018 -                   | Ib Boye Lauritsen | Venstre |

## Sogne i Ikast-Brande Kommune
Medlemmer af Folkekirken (indbyggere) pr. 1. juli 2010
| 1  | Ikast Sogn            | 9.251  | (11.086) | 83,4% |
| 2  | Brande Sogn           | 7.219  | (8.585)  | 84,1% |
| 3  | Fonnesbæk Sogn        | 4.554  | (4.903)  | 92,9% |
| 4  | Bording Sogn          | 3.297  | (3.492)  | 94,4% |
| 5  | Nørre Snede Sogn      | 2.754  | (3.098)  | 88,9% |
| 6  | Ejstrup Sogn          | 2.821  | (3.091)  | 91,3% |
| 7  | Engesvang Sogn        | 2.556  | (2.786)  | 91,7% |
| 8  | Isenvad Sogn          | 965    | (1.041)  | 92,7% |
| 9  | Klovborg Sogn         | 947    | (1.036)  | 91,4% |
| 10 | Blåhøj Sogn           | 646    | (824)    | 78,4% |
| 11 | Ilskov Sogn           | 210    | (221)    | 95,0% |
|    | Uden fast bopæl/kirke | 205    | (254)    | 80,7% |
|    | Total                 | 35.425 | (40.417) | 87,6% |